# Poncoharjo
Poncoharjo is een bestuurslaag in het regentschap Demak van de provincie Midden-Java, Indonesië. Poncoharjo telt 4788 inwoners (volkstelling 2010).